# Tu-114
Tu-114 (ros. Ту-114, w kryptonimie NATO „Cleat”) – radziecki samolot pasażerski dalekiego zasięgu, zaprojektowany i wybudowany w celu obsługi istotnych linii ZSRR.
Wzorowany na bombowcu strategicznym Tu-95 stał się najszybszym i największym pasażerskim samolotem turbośmigłowym świata, rekord prędkości (877 km/h w obwodzie zamkniętym 5000 km i z ładunkiem 25 ton) nie został pobity.

## Historia
W 1955 roku biuro Tupolewa zostało wyznaczone do zbudowania samolotu dalekiego zasięgu (8000 km). Projektem wyjściowym był istniejący już bombowiec Tu-95. Pierwotnie samolot miał nosić nazwę Tu-95p (pasażerski), ale z czasem ewoluowała ona w Tu-114. Z oryginalnego Tu-95 zostało niewiele – zmianom uległa powierzchnia nośna skrzydeł, przebudowano także kadłub. Do napędu samolotu zastosowano cztery śmigłowe silniki turbinowe Kuzniecow NK-12 MW o mocy 10.304 kW (14.000 KM) każdy, napędzające czterołopatowe przeciwbieżne śmigła o średnicy 5,6 m.

## Wykorzystywanie
Okres użytkowania Tu-114 był stosunkowo krótki – od 1962 do 1976 roku. Samolot znany był z niezawodności, szybkości i ekonomiczności (zużywał nawet mniej paliwa niż Ił-62, który go zastąpił). Obsługiwał kursy do Kopenhagi, Hawany, Montréalu, New Delhi, Paryża, Belgradu i Tokio. Po wkroczeniu Iła-62 był regularnie wycofywany z kolejnych międzynarodowych tras i wykorzystywany na liniach krajowych ZSRR. We wczesnych latach 80., po wylataniu przeciętnie 14 000 godzin przekazywane były do wojska.

## Trasa Tokio-Moskwa
Mimo zasięgu porównywalnego do wielu maszyn z ówczesnej epoki Tu-114 został skierowany na najbardziej prestiżowe trasy. Najbardziej znaną była trasa Moskwa – Tokio, którą obsługiwały załogi obu krajów (a na Tupolewach umieszczano napis „Japan Air Lines” w geście przyjacielskiej współpracy). Pod koniec dekady lat 60. rolę Tu-114 zaczął przejmować odrzutowy Ił-62

## Wypadki
Jedyny poważny wypadek Tu-114 nastąpił na skutek złych warunków atmosferycznych po starcie z Moskwy.
Wymienia się jeszcze przypadek awarii podwozia przedniego, wykryty w trakcie przeglądu na ziemi.

## Nowości techniczne
Samolot cechował się wprowadzeniem kilku nowinek technicznych, a wśród nich:
- Skrzydła o kącie skosu 35 stopni, rozwiązanie znane z późniejszych samolotów odrzutowych, jak rodzina Boeingów.
- Wysokie podwozie (niemal 3 metry) ze względu na dużą średnicę śmigieł (5,6 m średnicy). Podczas lotu testowego do Waszyngtonu w czasie pierwszej wizyty Nikity Chruszczowa w USA lotnisko docelowe nie miało wystarczająco wysokich schodów.
- Śmigła nadkrytyczne, których końcówki pracowały powyżej prędkości dźwięku i które były źródłem bardzo dużego hałasu.
- Moc jednego silnika Kuzniecow NK-12 MW na poziomie 14 000 KM to największa moc silnika turbośmigłowego zastosowana w samolocie pasażerskim (ten sam silnik o podwyższonej jeszcze mocy do 15 000 KM był zastosowany w transportowym An-22).